# Browning M1900
Le FN Browning M1900 est un pistolet semi-automatique simple action conçu vers 1896 par John Browning. 
En France, son succès a fait entrer le nom de « Browning » dans Le Petit Larousse comme synonyme de pistolet de poche et a fait florès dans les romans policiers.
Contrairement à une légende tenace, ce n'est pas cette arme qui servit à Gavrilo Princip pour assassiner François-Ferdinand d'Autriche en 1914, mais son successeur, un Browning 1910 de 9 mm Court no 19074 conservé au musée de l'armée de Vienne.

## Historique
Le projet est présenté au fabricant d'arme belge FN Herstal en 1898. La production commence l'année suivante sous la désignation de Modèle 1899. 
En 1900, la version définitive de ce pistolet, doté d'un canon plus court, est commercialisée sous la désignation de Modèle 1900. Il est immédiatement adopté par l'armée belge. Lorsque sa production cesse, en 1912, il a été vendu à près de 700 000 unités. C'est pour cette arme qu'est créé le calibre 7,65 Browning.
À la suite des méfaits des « bandits en auto » de la bande à Bonnot, les 200 policiers français de la brigade criminelle se voient équipés du Browning modèle 1900 en juin 1912.
L'arme est utilisée par Eugen Schauman, un militant nationaliste finlandais, pour assassiner le gouverneur général Nikolaï Bobrikov (la plus haute autorité russe du grand-duché de Finlande) le 16 juin 1904, à Helsinki. An Jung-geun, un militant indépendantiste coréen, assassine le résident général de Corée Itō Hirobumi avec ce type d'arme le 26 octobre 1909 à la gare de Harbin. Fanny Kaplan, socialiste-révolutionnaire, utilise aussi un FN M1900 lors de sa tentative d'assassinat de Lénine, le 30 août 1918.

## Appellations
Il est également connu sous les noms de :
- FN M1900
- FN Mle.1900
- Browning No.1
- M1899

## Fiche technique

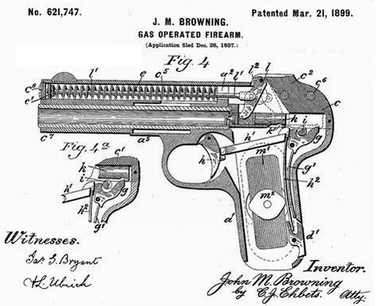
Brevet 1899 du Pistolet Browning Mod. 1900.

- cartouche : 7,65 Browning (.32 ACP)
- masse : 625 g
- longueur : 172 mm
- canon : 102 mm
- capacité : 7 coups